# Ремак, Роберт
Роберт Ремак (пол. и нем. Robert Remak; 26 июля 1815, Познань, — 29 августа 1865, Бад-Киссинген) — немецкий эмбриолог, физиолог и нейролог. Его именем названы узлы симпатических нейронов правого предсердия (ганглий Ремака).

## Биография
Родился 26 июля 1815 года в Познани в семье лавочника. В 1838 году окончил медицинский факультет Берлинского университета по специализации «нейрология», получив степень доктора за диссертацию «Observationes anatomicae et microscopicae de systematis nervosi structura». В течение долгого времени в медицине царило мнение, что нервы представляют собой пустые трубки, которые несут собой различные вещества, жидкости и частички. Даже изобретение микроскопа в XVII веке не изменило ситуацию. Наконец, в 1838 году Ремак доказал, что нервные волокна не имеют пустот.
Он описал безмиелиновые (т. н. ремаковские) симпатические волокна и доказал их связь с симпатическими ганглиями. В 1844 году он обнаружил нервные волокна и клетки ганглиев в сердце, показав, что оно может поддерживать ритм биения автономно и без центральной нервной системы. Также он заметил, что некоторые нервные волокна нервной системы, симпатические нервные волокна, имеют серый цвет, что отличает их от обычных волокон белого цвета. Цвет симпатических волокон связан с тем, что у них отсутствует миелиновая оболочка, которая присутствует у других волокон.
В середине 1840-х годов, в сотрудничестве с Иоганном Мюллером, Ремак пересмотрел традиционные на то время взгляды эмбриологии, сформировавшиеся благодаря работам Карла Фон Бэра. Они предложили снизить количество зародышевых листков с четырёх до трёх, приняв два средних за один общий. Ими также были предложены их современные названия: эктодерма, мезодерма, энтодерма.
В 1841 году Ремаком впервые подробно был описан процесс деления тканевых клеток животных — амитоз. До этого, в 1820-е годы, Прево и Дюма (1824) и другие эмбриологи описали деление клеток при развитии лягушки. К этому моменту уже были опубликованы также работы Дюмортье (1832) и Моля (1835), в которых описывалось деление клеток нитчатых водорослей, а также работа Моля (1838), в которой он описывал деление клеток растений при развитии устьиц. Однако именно Ремак, по-видимому, первым связал деление клетки с делением ядра. Он настаивал на том, что клеточное ядро — это постоянная компонента клетки. Уже в 1852 году Ремак отстаивал идею о том, что новые клетки образуются только путём деления. Наконец, к 1855 году одновременно с Р. Вирховом Ремак окончательно пришёл к выводу, что новые клетки появляются лишь в результате деления существующих клеток; этот вывод стал одним из основных положений клеточной теории.
В 1843 году он работал ассистентом в лаборатории Шёнлейна, в 1843—1849 годах — в клинике Шарите в Берлине. Он ввёл в клиническую практику применение гальванического тока при нервных заболеваниях (гальванотерапия).
Несмотря на его достижения, из-за его еврейского происхождения ему было неоднократно отказано в профессорском звании. Лишь под конец жизни, в 1859 году, оно было присвоено; однако ему было отказано в привилегиях, связанных с этой должностью.
Умер 29 августа 1865 года в Бад-Киссингене.
Его сын Эрнст Юлиус Ремак также был нейрологом, а его внук, который был математиком и которого также звали Роберт Ремак, погиб в Аушвице в 1942 году.